# Caenohalictus aplacodes
Caenohalictus aplacodes är en biart som beskrevs av Rojas och Toro 2000. Caenohalictus aplacodes ingår i släktet Caenohalictus och familjen vägbin. Inga underarter finns listade.